# Grand Prix Malajsie 2013
Grand Prix Malajsie 2013 (oficiálně 2013 Formula 1 Petronas Malaysia Grand Prix) se jela na okruhu Sepang nedaleko hlavního města Kuala Lumpur v Malajsii dne 24. března 2013. Závod byl druhým v pořadí v sezóně 2013 šampionátu Formule 1.

## Kvalifikace
| Poř.                       | No. | Jezdec              | Konstruktér          | Časy v kvalifikaci | Časy v kvalifikaci | Časy v kvalifikaci | Pořadí na startu |
| Poř.                       | No. | Jezdec              | Konstruktér          | Q1                 | Q2                 | Q3                 | Pořadí na startu |
| -------------------------- | --- | ------------------- | -------------------- | ------------------ | ------------------ | ------------------ | ---------------- |
| 1                          | 1   | Sebastian Vettel    | Red Bull-Renault     | 1:37.899           | 1:37.245           | 1:49.674           | 1                |
| 2                          | 4   | Felipe Massa        | Ferrari              | 1:37.712           | 1:36.874           | 1:50.587           | 2                |
| 3                          | 3   | Fernando Alonso     | Ferrari              | 1:37.314           | 1:36.877           | 1:50.727           | 3                |
| 4                          | 10  | Lewis Hamilton      | Mercedes             | 1:37.513           | 1:36.517           | 1:51.699           | 4                |
| 5                          | 2   | Mark Webber         | Red Bull-Renault     | 1:37.619           | 1:36.449           | 1:52.244           | 5                |
| 6                          | 9   | Nico Rosberg        | Mercedes             | 1:37.239           | 1:36.190           | 1:52.519           | 6                |
| 7                          | 7   | Kimi Räikkönen      | Lotus-Renault        | 1:36.959           | 1:36.640           | 1:52.970           | 10               |
| 8                          | 5   | Jenson Button       | McLaren-Mercedes     | 1:37.487           | 1:37.117           | 1:53.175           | 7                |
| 9                          | 15  | Adrian Sutil        | Force India-Mercedes | 1:36.809           | 1:36.834           | 1:53.439           | 8                |
| 10                         | 6   | Sergio Pérez        | McLaren-Mercedes     | 1:37.702           | 1:37.342           | 1:54.136           | 9                |
| 11                         | 8   | Romain Grosjean     | Lotus-Renault        | 1:37.363           | 1:37.636           |                    | 11               |
| 12                         | 11  | Nico Hülkenberg     | Sauber-Ferrari       | 1:37.931           | 1:38.125           |                    | 12               |
| 13                         | 19  | Daniel Ricciardo    | Toro Rosso-Ferrari   | 1:37.722           | 1:38.822           |                    | 13               |
| 14                         | 12  | Esteban Gutiérrez   | Sauber-Ferrari       | 1:37.707           | 1:39.221           |                    | 14               |
| 15                         | 14  | Paul di Resta       | Force India-Mercedes | 1:37.493           | 1:44.509           |                    | 15               |
| 16                         | 16  | Pastor Maldonado    | Williams-Renault     | 1:37.867           | Bez času           |                    | 16               |
| 17                         | 18  | Jean-Éric Vergne    | Toro Rosso-Ferrari   | 1:38.157           |                    |                    | 17               |
| 18                         | 17  | Valtteri Bottas     | Williams-Renault     | 1:38.207           |                    |                    | 18               |
| 19                         | 22  | Jules Bianchi       | Marussia-Cosworth    | 1:38.434           |                    |                    | 19               |
| 20                         | 20  | Charles Pic         | Caterham-Renault     | 1:39.314           |                    |                    | 20               |
| 21                         | 23  | Max Chilton         | Marussia-Cosworth    | 1:39.672           |                    |                    | 21               |
| 22                         | 21  | Giedo van der Garde | Caterham-Renault     | 1:39.932           |                    |                    | 22               |
| 107% času vítěze: 1:43.585 |     |                     |                      |                    |                    |                    |                  |
| Zdroj:                     |     |                     |                      |                    |                    |                    |                  |

Poznámky
1. ↑  Kimi Räikkönen obdržel trest posunu o 3 místa vzad za blokování Nica Rosberga během kvalifikace.

## Závod
| Poř.   | No. | Jezdec              | Konstruktér          | Počet kol | Čas/Odstoupení      | Pořadí na startu | Body |
| ------ | --- | ------------------- | -------------------- | --------- | ------------------- | ---------------- | ---- |
| 1      | 1   | Sebastian Vettel    | Red Bull-Renault     | 56        | 1:38:56.681         | 1                | 25   |
| 2      | 2   | Mark Webber         | Red Bull-Renault     | 56        | +4.298              | 5                | 18   |
| 3      | 10  | Lewis Hamilton      | Mercedes             | 56        | +12.181             | 4                | 15   |
| 4      | 9   | Nico Rosberg        | Mercedes             | 56        | +12.640             | 6                | 12   |
| 5      | 4   | Felipe Massa        | Ferrari              | 56        | +25.648             | 2                | 10   |
| 6      | 8   | Romain Grosjean     | Lotus-Renault        | 56        | +35.564             | 11               | 8    |
| 7      | 7   | Kimi Räikkönen      | Lotus-Renault        | 56        | +48.479             | 10               | 6    |
| 8      | 11  | Nico Hülkenberg     | Sauber-Ferrari       | 56        | +53.044             | 12               | 4    |
| 9      | 6   | Sergio Pérez        | McLaren-Mercedes     | 56        | +1:12.357           | 9                | 2    |
| 10     | 18  | Jean-Éric Vergne    | Toro Rosso-Ferrari   | 56        | +1:27.124           | 17               | 1    |
| 11     | 17  | Valtteri Bottas     | Williams-Renault     | 56        | +1:28.610           | 18               |      |
| 12     | 12  | Esteban Gutiérrez   | Sauber-Ferrari       | 55        | +1 kolo             | 14               |      |
| 13     | 22  | Jules Bianchi       | Marussia-Cosworth    | 55        | +1 kolo             | 19               |      |
| 14     | 20  | Charles Pic         | Caterham-Renault     | 55        | +1 kolo             | 20               |      |
| 15     | 21  | Giedo van der Garde | Caterham-Renault     | 55        | +1 kolo             | 22               |      |
| 16     | 23  | Max Chilton         | Marussia-Cosworth    | 54        | +2 kola             | 21               |      |
| 17     | 5   | Jenson Button       | McLaren-Mercedes     | 53        | Kolo                | 7                |      |
| 18     | 19  | Daniel Ricciardo    | Toro Rosso-Ferrari   | 51        | Výfuk               | 13               |      |
| Ret    | 16  | Pastor Maldonado    | Williams-Renault     | 45        | KERS                | 16               |      |
| Ret    | 15  | Adrian Sutil        | Force India-Mercedes | 27        | Matice kola         | 8                |      |
| Ret    | 14  | Paul di Resta       | Force India-Mercedes | 22        | Matice kola         | 15               |      |
| Ret    | 3   | Fernando Alonso     | Ferrari              | 1         | Poškození po kolizi | 3                |      |
| Zdroj: |     |                     |                      |           |                     |                  |      |

## Průběžné pořadí po závodě
Pohár jezdců
|   | Pořadí | Jezdec           | Body |
| - | ------ | ---------------- | ---- |
| 2 | 1      | Sebastian Vettel | 40   |
| 1 | 2      | Kimi Räikkönen   | 31   |
| 3 | 3      | Mark Webber      | 26   |
| 1 | 4      | Lewis Hamilton   | 25   |
| 1 | 5      | Felipe Massa     | 22   |

Pohár konstruktérů
|   | Pořadí | Konstruktér          | Body |
| - | ------ | -------------------- | ---- |
| 2 | 1      | Red Bull-Renault     | 66   |
|   | 2      | Lotus-Renault        | 40   |
| 2 | 3      | Ferrari              | 40   |
|   | 4      | Mercedes             | 37   |
|   | 5      | Force India-Mercedes | 10   |